# 2899 Runrun Shaw
2899 Runrun Shaw è un asteroide della fascia principale. Scoperto nel 1964, presenta un'orbita caratterizzata da un semiasse maggiore pari a 2,2618144 UA e da un'eccentricità di 0,1558508, inclinata di 3,22665° rispetto all'eclittica.